# Лассен (округ, Каліфорнія)
Шаблон:StateAbbr_ 40°39′ пн. ш. 120°35′ зх. д. / 40.65° пн. ш. 120.58° зх. д.
Округ Лассен (англ. Lassen County) — округ (графство) у штаті Каліфорнія, США. Ідентифікатор округу 06035.

## Історія
Округ утворений 1864 року.

## Демографія
За даними перепису
2000 року
загальне населення округу становило 33828 осіб, зокрема міського населення було 13981, а сільського — 19847.
Серед мешканців округу чоловіків було 21241, а жінок — 12587. В окрузі було 9625 домогосподарств, 6777 родин, які мешкали в 12000 будинках.
Середній розмір родини становив 3,08.
Віковий розподіл населення поданий у таблиці:
| Стать    | До 15 років | 15-21 | 22-29 | 30-39 | 40-49 | 50-65 | 65-85 | Понад 85 |
| -------- | ----------- | ----- | ----- | ----- | ----- | ----- | ----- | -------- |
| Чоловіки | 3165        | 2096  | 3672  | 4787  | 3545  | 2539  | 1341  | 96       |
| Жінки    | 2871        | 1216  | 991   | 1774  | 2074  | 2044  | 1422  | 195      |

## Суміжні округи
- Модок — північ
- Вошо, Невада — схід
- Сьєрра — південний схід
- Плумас — південь
- Шаста — захід

## Виноски
1. ↑  U.S. Decennial Census. United States Census Bureau. Архів оригіналу за 19 липня 2018. Процитовано 26 вересня 2015.
2. ↑  Historical Census Browser. University of Virginia Library. Архів оригіналу за 11 серпня 2012. Процитовано 26 вересня 2015.
3. ↑  Forstall, Richard L., ред. (27 березня 1995). Population of Counties by Decennial Census: 1900 to 1990. United States Census Bureau. Архів оригіналу за 24 вересня 2015. Процитовано 26 вересня 2015.
4. ↑  Census 2000 PHC-T-4. Ranking Tables for Counties: 1990 and 2000 (PDF). United States Census Bureau. 2 квітня 2001. Архів оригіналу (PDF) за 18 грудня 2014. Процитовано 26 вересня 2015.
5. ↑  State & County QuickFacts. United States Census Bureau. Архів оригіналу за 26 січня 2016. Процитовано 4 квітня 2016.(англ.) Наведено за англійською вікіпедією.
6. ↑  American FactFinder. Бюро перепису населення США. Архів оригіналу за 26 лютого 2012. Процитовано 31 січня 2008.

| США | Це незавершена стаття з географії США. Ви можете допомогти проєкту, виправивши або дописавши її. |